# 拉彭兰塔工业大学
拉彭兰塔-拉赫蒂理工大学（芬蘭語：Lappeenrannan-Lahden teknillinen yliopisto LUT，简称为“LUT”）成立于1969年。主校区位于南卡累利阿区的拉彭兰塔市区以西7公里。濒临芬兰最大的湖泊塞马湖。1940年代，芬兰政府为了振兴东部，最早打算建在维堡建立大学，但是由于冬季战争，维堡被迫割让给了苏联。五六十年代，学校开始兴建，定在了拉彭兰塔、库奥皮奥和约恩苏，当时只有工学院位于拉彭兰塔。现在该校的商学院是1991年才成立的。和芬兰的其他大学一样，拉工大始终是芬兰国家和地方政府资助并且运营的。

## 概况
拉彭兰塔理工大学是芬兰三所理工大学之一，位于芬兰东南部的行政、文化和经济中心拉彭兰塔市，比邻芬兰最大的湖泊塞马湖。学校成立于1969年，在绿色能源技术，可持续价值创造和创新等方面具有极强的科研实力。拉彭兰塔理工大学是一所经过中华人民共和国教育部认可的高等学府。建校四十多年以来，学校始终秉持工业科技和经济管理相结合的创新思路，积极培养工商兼备的国际化精英人才。雄厚的师资力量，完善的硬件设施，顶尖的优势学科每年吸引着众多的国际学生来校就读。学校现有学生6000人左右，教职员工1000余人，每年的国际学生约有600人。
除经济学外，学校颁发学位都是“大学工程学位”("university engineer")。学校可以颁发以下学位：工学学士/Bachelor of Science (Tech)、理学学士（经济方向）/Bachelor of Science (Econ)、工学硕士/Master of Science (Tech)、经济学硕士/Master of Science (Econ)、工学副博士/Licentiate of Science (Tech)、经济学副博士/Licentiate of Science (Econ)、工学博士/Doctor of Science (Tech)、经济学博士/Doctor of Science (Econ)和哲学博士/Doctor of Philosophy。一个硕士学位需要6年完成（中值来说），而一个博士学位需要4年完成（中值）。 从2005年开始，根据博落尼亚标准，所有学生在工学硕士之前必须先完成一个中间学位。这个学位就是通常所说的本科学位。拉工大除了一些国际项目学科外，本身不全面提供本科学位。在校学生只会作为研究生而被接纳。除交换生外，所有国际学生要求拥有本科学位才可进行课程进修。
2003年全校一共毕业了433个硕士和26个博士，同时有900个新生入学。
在2014年泰晤士报高等教育全球大学排名中，LUT位于世界第275-300名之间。

## 院系设置
自2015年初起，拉工大的组织结构里不设传统的学院和系。大学分设三个学院，每个学院专注如下的研究课题：

### 能源系统学院
- 能源技术
- 电子工程
- 可持续性科学
- 机械工程

### 工程科学学院
- 化学工程
- 计算工程和物理
- 工业工程和管理
- 软件工程和数字转型

### 商业管理学院
- 策略、管理及会计
- 国际商业、市场及创业

## 历任校长
- Viljo Immonen, 1969-1970
- Erkki Kinnunen, 1971-1975
- Niilo Teeri, 1975-1977
- Juhani Jaakkola, 1977-1998
- Markku Lukka, 1998-2008
- Ilkka Pöyhönen, 2009-2014
- Anneli Pauli, 2014 – 2016